# Retour à l'état de nature
Le retour à l'état de nature est une hypothèse fictive ou une expérience de pensée créée par Jean-Jacques Rousseau pour montrer que c'est l'influence de la société qui a corrompu la nature primitive de l'homme.

## Concept philosophique
L'œuvre essentielle qui traite d'un retour à l'état de nature est les Discours sur l'origine et les fondements de l'inégalité parmi les hommes (1755).
Selon Rousseau, si l'on "remontait" un homme à l'état de nature, un homme sauvage, on le verrait heureux et comblé. Pouvoir inverser le processus qui a conduit à la mauvaise société humaine, ce serait retrouver un état de pure transparence entre les hommes (ce que décrit parfaitement son mythe du bon sauvage.)
Se référant aux travaux de Maupertuis, Rousseau écrivait :

« Un auteur célèbre, calculant les biens et les maux de la vie humaine et comparant les deux sommes, a trouvé que la dernière surpassait l’autre de beaucoup et qu’à tout prendre la vie était pour l’homme un assez mauvais présent. Je ne suis point surpris de sa conclusion ; il a tiré tous ses raisonnements de la constitution de l’homme civil : s’il fût remonté jusqu’à l’homme naturel, on peut juger qu’il eût trouvé des résultats très différents, qu’il eût aperçu que l’homme n’a guère de maux que ceux qu’il s’est donnés lui-même et que la nature eût été justifiée. »

— Jean-Jacques Rousseau, Discours sur l’origine et les fondements de l’inégalité parmi les hommes, note 9
Le fait de retourner à l'état de nature est, dans l'expérience de pensée que fait Rousseau, ce qui permet de faire qu'il n'existe en l'homme que ce que la nature lui a donné. Or, seul y existe l'instinct de pitié et d'autres qui sont une aptitude innée à pourvoir à ses besoins, mais il ne s'agit pas de réduire l'homme à une quelconque animalité. L'état social n'y existe pas. Rousseau postule l'idée que si l'homme accédait à cette vie sans la société, il serait naturellement rendu bon, cet état étant supposé non conflictuel. Mais le processus qui l'a conduit à devenir civil, à être en société est irréversible. Ainsi, à aucun moment il n'est question d'un retour conscient et délibéré à un état de nature à tout jamais perdu. Ce serait dissoudre le contrat social et revenir à un état présocial. 
Dans une note des Discours sur l'origine et les fondements de l'inégalité parmi les hommes, il prend l'exemple des enfants sauvages.

### Critiques
Aller en amont du progrès de la culture ayant rendu décadente la nature de l'homme, ce serait retrouver ce qu'il y a de plus spontané en l'homme : sa nature adamique. Cet adamisme est critiqué par Voltaire pour son innocence optimiste :

« On n'a jamais employé tant d'esprit à vouloir nous rendre Bêtes. Il prend envie de marcher à quatre pattes quand on lit votre ouvrage. Cependant, comme il y a plus de soixante ans que j'en ai perdu l'habitude, je sens malheureusement qu'il m’est impossible de la reprendre. »

— Voltaire, lettre à Rousseau du 30 août 1755.
Johann Gottlieb Fichte critiquera cette hypothèse du retour à l'état de nature comme contradictoire :

« En ramenant l'homme à l'état de nature, Rousseau le dépouille sans doute de ses vices, mais il le dépouille en même temps de la vertu et de la raison (Johann Gottlieb Fichte, Einige Vorlesungen über die Bestimmung des Gelehrten, (1794) p. 340-341). Il s'engage par sa thèse dans une série de contradictions. »

— Martial Gueroult, « Nature humaine et état de nature chez Rousseau, Kant et Fichte », Revue philosophique, mai-juin 1941.
La différence de vision sur l'état de nature de John Locke ou de Hobbes fait que ces philosophes postulent des thèses radicalement divergentes de celle d'un souhait au retour à l'état de nature.

## Postérité

### Reprises en littérature
Le thème du retour à l'état de nature primitive harmonieuse, souvent confondu avec un état de nature hobbesien, sera vu comme le fleuron de la littérature romantique.
- Lyrical Ballads, « Ballades lyriques » de William Wordsworth et Samuel Taylor Coleridge, 1798.
- Walden ou la Vie dans les bois (titre original Walden; or, Life in the Woods) de Henry David Thoreau, 1854
- Voyage au bout de la solitude (titre original Into the Wild) est un roman biographique de Christopher McCandless écrit par Jon Krakauer, 1996. Il retrace l'histoire véridique de ce jeune homme qui avait troqué la civilisation pour un retour à la vie sauvage. Ce roman a été adapté en film : Into the Wild.

### Films
- Into the Wild exploite l'idée de la sortie de la société d'un homme qui fait l'expérience d'une vie loin de la civilisation.
- Filmographie autour des techniques de survie

### Convictions politiques et religieuses
- Survivalisme, qui implique une interruption de la continuité sociétale ou civilisationnelle
- Convictions nudistes
- Convictions libertaires
- L'autogestion de l'écologie politique
- Les adamites (ou adamiens) : groupe religieux qui prônait le retour à l'état de nature étant synonyme de pureté paradisiaque, ils visent au bonheur du paradis sur terre.

### Personnes ayant essayé un retour à l'état de nature
Involontairement
- Les enfants sauvages : Victor de l'Aveyron, etc.

Volontairement
- Christopher Thomas Knight, est un ancien ermite qui a vécu presque sans contact humain pendant 27 ans dans les bois de la région de North Pond (en) dans le Maine.
- Richard Proenneke, naturaliste américain qui a survécu dans la nature sauvage de l'Alaska pendant 30 ans.
- Christopher McCandless, américain qui passa près de quatre mois à la Piste Stampede, les derniers jours de sa vie (112 jours de survie dans une nature sauvage), se nourrissant essentiellement, outre de petits animaux qu'il chassait à la carabine, de racines de pomme de terre sauvage.